# Necip Uysal
Necip Uysal (İstanbul, 24 de janeiro de 1991) é um futebolista turco, que atua como volante. Atualmente joga no Beşiktaş.

## Títulos
Besiktas
- Campeonato Turco: 2015–16, 2016-17, 2020-21
- Copa da Turquia: 2020-21
- Supertaça da Turquia: 2020-21